# 도까인탁
도까인탁(Đỗ Cảnh Thạc, 912년 ~ 967년)는 십이사군 중의 한 사군이다. 독니다이브엉(Độc nhĩ đại vương)이라 불린다.